# Cleyde Yáconis
Cleyde Yáconis, née le 14 novembre 1923 à Pirassununga et morte le 15 avril 2013 à São Paulo, est une actrice brésilienne.

## Biographie
Fille d'immigrants italiens, elle fait ses débuts au théâtre. Sa carrière compte de nombreux rôles de personnages matures, collant davantage au timbre de sa voix et à ses jeux de physionomie reflétant la sévérité.
Participant à de nombreuses productions théâtrales et de télévision, elle est toutefois moins présente sur le grand écran. Ses rôles les plus marquants sont dans les feuilletons Femmes de sable (1993), Tour de Babel (1998-1999) et Passione (2010).
Elle meurt le 15 avril 2013 dans un hôpital de São Paulo, âgée de 89 ans.

## Filmographie

### À la télévision
- 1966 : O amor tem cara de mulher : Vanessa
- 1967 : Éramos Seis : Dona Lola
- 1968 : A Muralha
- 1968 : Os Diabólicos : Paula
- 1969 : A menina do veleiro azul
- 1969 : Vidas em conflito : Ana
- 1970 : Mais Forte que o Ódio : Clô
- 1973 : Mulheres de Areia : Clarita Assunção
- 1974 : Os Inocentes : Juliana
- 1975 : Ovelha Negra : Laura
- 1976 : O Julgamento : Mercedes
- 1976 : Um Dia, o Amor : Maria Eunice
- 1978 : Aritana : Elza
- 1979 : Gaivotas : Lídia
- 1980 : Um homem muito especial : Marta
- 1981 : Floradas na Serra : Dona Matilde
- 1981 : O fiel e a pedra
- 1981 : O vento do mar aberto : Clara
- 1982 : Campeão : Helena
- 1982 : Ninho da Serpente : Guilhermina Taques Penteado
- 1984 : Meus Filhos, Minha Vida : Adelaide
- 1985 : Uma Esperança no Ar
- 1990 : Rainha da Sucata : Isabelle de Bresson
- 1991 : Vamp : D. Virginia
- 1993 : Olho no Olho : D. Julieta
- 1993 : Sex Appeal : Cecília
- 1997 : Os Ossos do Barão : Melica Parente de Redon Pompeo e Taques
- 1998 : Tour de Babel : Diolinda Falcão
- 2001 : As Filhas da Mãe : Dona Gorgo Gutierrez
- 2004 : Um Só Coração
- 2006 : Cidadão Brasileiro : Dona Joana Salles Jordão
- 2010 : Eterna Magia : Dona Chiquinha (Francisca Finnegan)
- 2010: Passione

### Au cinéma
- 1954 : Na Senda do Crime
- 1968 : A Madona de Cedro
- 1970 : Beto Rockfeller
- 1977 : Parada 88 - O Limite de Alerta
- 1982 : Dora Doralina
- 1985 : Jogo Duro
- 2000 : Célia & Rosita
- 2008 : Bodas de Papel